# Товариство чорного дракона
Товариство чорного дракона (яп. кюдзітай: 黑龍會; сіндзітай: 黒竜会, kokuryūkai), або Товариство річки Амур— чільна японська воєнізована, ультранаціоналістична права група в Японській імперії.

## Історія

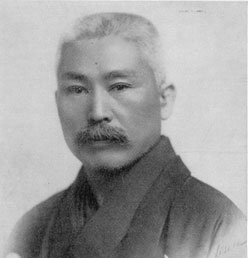
Рьохей Учіда, засновник Товариства Чорного Дракона

Кокурюкай була заснована у 1901 році майстром бойових мистецтв Рьохей Учіда, як наступниця групи Генйоша його наставника Міцуру Тоями. Її назва походить від перекладу річки Амур, яка китайською називається Хейлунцзян (黑龍江, «Річка Чорного Дракону»), а японською читається як Kokuryū-kō. Її публічна мета полягала в тому, щоб підтримати зусилля щодо утримання (стримання) Російської імперії на північ від річки Амур та подалі від Східної Азії.
Кокурюкай спочатку доклала великих зусиль, щоб дистанціюватися від злочинних елементів свого попередника Генйоша. Як результат, до її складу входили міністри Кабміну та високопоставлені військові, а також професійні секретні агенти. Однак з плином часу вона виявила, що використання злочинної діяльності є зручним засобом для досягнення цілей багатьох її операцій.
Товариство видавало журнали та управляло шпигунської школою, з якої воно відправляло агентів для збору інформації про діяльність Російської імперії на її території, Маньчжурії, Кореї та Китаї. Воно також чинило тиск на японських політиків з метою проведення сильної зовнішньої політики. Кокурюкай також підтримувала паназійство та надавала фінансову підтримку таким революціонерам, як Сунь Ятсен та Еміліо Агінальдо.
Під час російсько-японської війни, приєднання Кореї та сибірської експедиції Японська імператорська армія використовувала мережу Кокурюкай для шпигунства, диверсій та вбивств. Вони організували загони маньчжурських партизанів, які діяли проти росіян, з-поміж китайських польових командирів та вождів бандитів в регіоні, найбільш важливим з яких був маршал Чжан Цзолінь. Чорні Дракони вели дуже вдалу кампанію психологічної війни спільно з японськими військовими, поширюючи дезінформацію та пропаганду по всьому регіону. Вони також були перекладачами для японської армії.
Кокурюкай допомагала японському шпигуну, полковнику Мотодзіро Акасі. Акасі, який не був безпосередньо членом Чорних Драконів, проводив успішні операції в Китаї, Маньчжурії, Сибіру та налагоджував контакти у всьому мусульманському світі. Ці контакти у Центральній Азії підтримувалися під час Другої світової війни. Чорні Дракони також утворили тісні контакти та навіть союзи з буддійськими сектами по всій Азії.
Протягом 1920-х та 1930-х років Кокурюкай перетворилася у більш панівну політичну організацію та публічно атакувала ліберальну та ліву думку. Хоча в цей період до неї ніколи не входило більше кількох десятків членів, тісні зв'язки її членів з провідними членами уряду, військовими та впливовими лідерами бізнесу давали їй владу та вплив набагато більше, ніж у більшості інших ультранаціоналістичних груп.
Спочатку спрямована тільки проти Росії, у 1930-х роках Кокурюкай розширила свою діяльність по всьому світу, зокрема, розмістила агентів в Ефіопії, Туреччині, Марокко, по всій Південно-Східній Азії та Південній Америці, а також у Європі та Сполучених Штатах.
Кокурюкай була офіційно розпущена за наказом американської окупаційної влади у 1946 році. Відповідно до книги Брайана Дайзен Вікторії Військові історії Дзен, Товариство Чорного Дракона було відновлено у 1961 як Клуб Чорного Дракона (Kokuryū-Kurabu). У клубі ніколи не було більше 150 членів для досягнення цілей колишнього Товариства Чорного Дракона.

## Діяльність у США
Організація вплинула на бунтарських чорних націоналістів, прагнучи розпалити расові заворушення. Афро-американцям сподобалася символіка боротьби чорного дракона з американським орлом та британським левом.
У рамках цих зусиль Товариство Чорного Дракона направило свого агента Сатоката Такахасі для пропаганди паназійства та твердження, що Японія буде ставитися до них як до рівних. Він стане покровителем Елайджи Мухаммеда та Нації Ісламу, а також Тихоокеанського Руху Східного Світу.
Мирний рух Ефіопії Мітти Мод Лени Гордон стверджував, що він пов'язаний з Кокурюкай.
27 березня 1942 року агенти ФБР заарештували членів Товариства Чорного Дракона у долині Сан-Хоакін, Каліфорнія.
У таборі для інтернованих Манзанар невелика група проімперських японців підняла прапори Чорного Дракона та залякувала інших японських в'язнів.